# Shiloh Fernandez

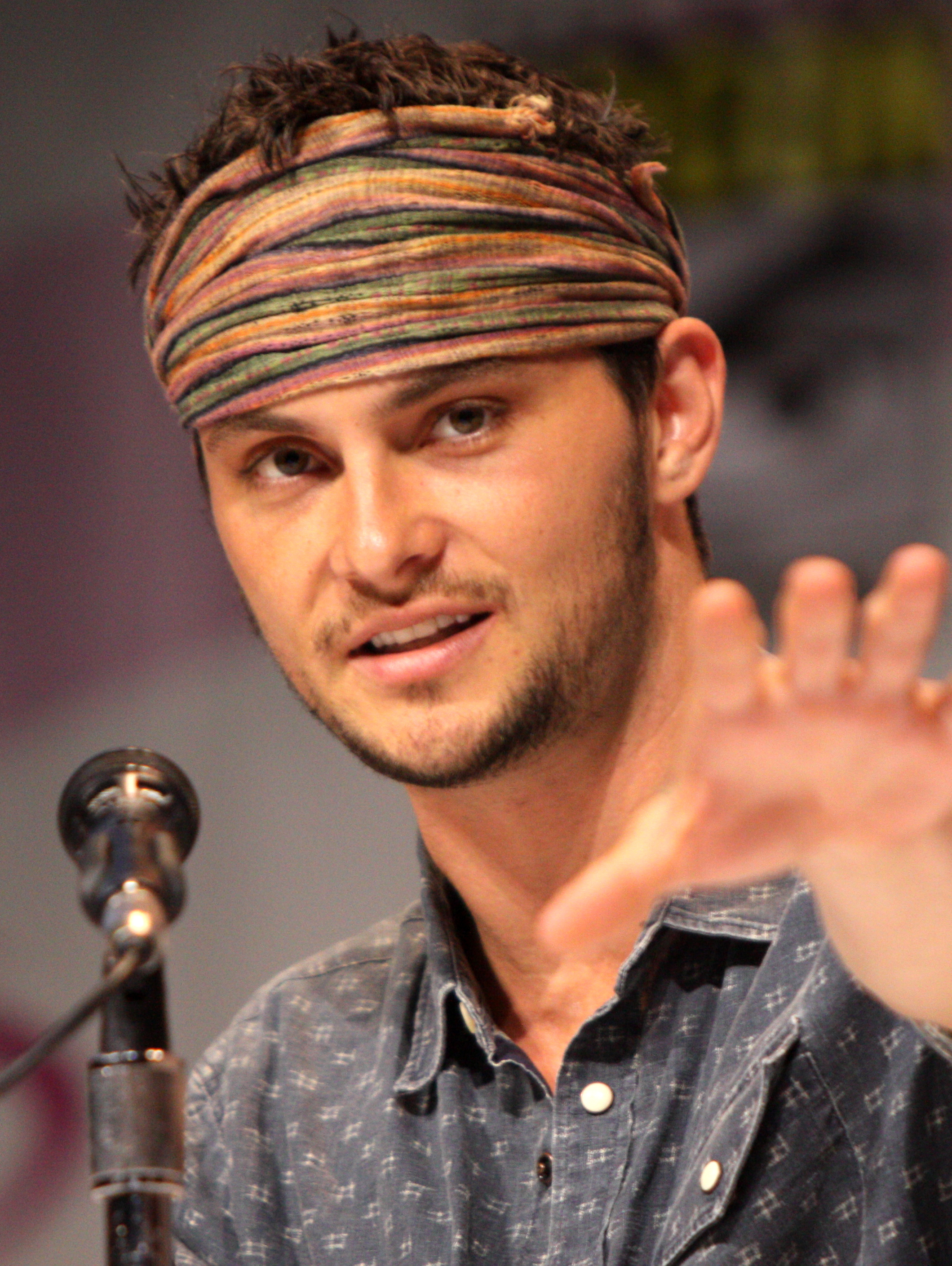
Shiloh Fernandez

Shiloh Thomas Fernandez (* 26. Februar 1985 in Ukiah, Kalifornien) ist ein US-amerikanischer Schauspieler und Model.

## Leben und Karriere
Vor seiner Schauspielkarriere arbeitete er als Tellerwäscher, Lagerarbeiter und Katalogmodel. Seinen ersten schauspielerischen Auftritt hatte er in First 5 California. Kurz darauf spielte er bei Cold Case mit, gefolgt von Auftritten in Drake & Josh, sowie Lincoln Heights. Sein Leinwanddebüt feierte er 2007 als Edgar in Interstate. Seine erste wiederkehrende Rolle spielte er zwischen 2006 und 2007 als Sean Hentschel in Jericho.
Im Jahr 2008 war er als Favorit von Regisseurin Catherine Hardwicke für die Rolle des Edward Cullen in den Twilight-Verfilmungen im Gespräch.

„No one had any idea what Twilight would become. At the time, it was just another audition. I didn’t realize I was missing out on stardom and giant paychecks. Now, looking back on it, I certainly wouldn’t have been mentally stable enough to deal with all that.“

Im Frühjahr 2011 kam er an der Seite von Amanda Seyfried und Max Irons in Red Riding Hood ins Kino. Diese Rolle war sein Durchbruch in Hollywood. Im Februar 2012 wurde er für das Remake Evil Dead gecastet.
Im August 2012 wurde bekannt, dass er den fünfmaligen Boxweltmeister Johnny Tapia in dessen Biografie Johnny spielen wird.

## Privates
Fernandez, der portugiesische Vorfahren hat, hat eine jüngere Schwester und einen Bruder, sein Stiefvater ist Unternehmer.
Als Idol nennt Fernandez den verstorbenen Schauspieler River Phoenix.

## Filmografie (Auswahl)

### Fernsehen
- 2006: Cold Case – Kein Opfer ist je vergessen (Cold Case, Folge 3x16)
- 2006–2007: Jericho – Der Anschlag (Jericho, 7 Folgen)
- 2007: Crossroads: A Story of Forgiveness
- 2007: Lincoln Heights (Folge 1x06)
- 2007: Drake & Josh (Folge 4x08)
- 2008: The Cleaner (Folge 1x05)
- 2008: CSI: NY (Folge 4x13)
- 2009: Three Rivers Medical Center (Three Rivers, 3 Folgen)
- 2009: Gossip Girl (Folge 2x24)
- 2009: Taras Welten (United States of Tara, 3 Folgen)
- 2015: Law & Order: Special Victims Unit (Folge 16x11)
- seit 2019: Euphoria
- 2022: The Rookie (1 Folge)

### Filme
- 2005: Wasted (Kurzfilm)
- 2007: Interstate
- 2008: Deadgirl
- 2008: Gardens of the Night
- 2008: Cadillac Records
- 2008: Red
- 2009: 16 to Life
- 2010: Happiness Runs
- 2010: Swerve (Kurzfilm)
- 2010: Skateland
- 2011: Red Riding Hood – Unter dem Wolfsmond (Red Riding Hood)
- 2013: Deep Powder
- 2013: Syrup
- 2013: Evil Dead
- 2013: The East
- 2014: Wie ein weißer Vogel im Schneesturm (White Bird in a Blizzard)
- 2015: Return to Sender – Das falsche Opfer (Return to Sender)
- 2015: We Are Your Friends
- 2015: Queen of Carthage
- 2016: Long Nights Short Mornings
- 2016: Chronically Metropolitan
- 2016: Edge of Winter
- 2021: The Birthday Cake
- 2022: Private Property
- 2023: The Old Way
- 2023: Desperation Road
- 2023: Mob Land

## Musikvideos
- Just Impolite (Plushgun, 2008)
- Ride (Cary Brothers, 2008)
- We Still Burn (Top Shelf, 2011)
- Let’s Forget All The Things That We Say (Julia Stone, 2012)
- The Heart Wants What It Wants (Selena Gomez, 2014)